# Бєляєва Тетяна Іванівна
Бєляєва Тетяна Іванівна (народилася 14 липня 1933, Проскурів, Українська РСР, СРСР) — українська архітекторка, лауреатка Державної премії СРСР (1980). 
У 1958 закінчила Київський інженерно-будівельний інститут (теперішній Київський національний університет будівництва і архітектури).
Серед робіт — реконструкція дендрологічного пейзажного парку «Олександрія» (1961); генеральні плани міст Сквири (1960), Іванкова (1962) в Київській області, Городка (1963), Шепетівки (1964) в Хмельницькій області; брала участь у розробці генеральних планів міст Чернігова (1964) і Хмельницького (1965); санаторного комплексу у місті Трускавець (спальний корпус, водолікарня і поліклініка); у співавторстві у місті Алушті піонерські табори «Чайка» (1979) (за що отримала державну премія СРСР у 1980), пансіонатів «Москва» (1980–1981), «Київ» (1986), піонерський табір-пансіонат ім. В. Коробкова (1989).
Вперше запропонувала використовувати складний рельєф Криму для спорудження установ терасного типу